# 金田達也
金田 達也（かねだ たつや、12月生まれ）は、日本の漫画家。大阪府出身。
2014年の『コロコロアニキ』掲載より、ペンネームを金田達也から「カネダカズヤ」に変更したが、2017年4月発売の『火山のクライシス』では「金田達也」名義を使用。

## 経歴・人物
1990年8月期第66回ホップ☆ステップ賞にて佳作を受賞。1991年『失恋男のモノローグ』が第42回手塚賞にて準入選を受賞し、デビュー。1992年2月期第72回ホップ☆ステップ賞にて『Children』が佳作を受賞。
『あやかし堂のホウライ』を『少年サンデー超』（小学館）にて初連載。人気のため、短期集中で『週刊少年サンデー』（小学館）にも掲載された。
藤田和日郎の元アシスタント（4代目チーフアシスタント）。藤田の『からくりサーカス』単行本中のおまけページでは「アシスタントのニック」として知られる。空手をたしなみ、武道に造詣が深いため、いくつかの読み切り作品ではそのような内容のものがある。
その後『月刊少年ライバル』（講談社）にて『キミタカの当破!』を連載。単行本2冊を刊行。同誌2010年9月号より『サムライ・ラガッツィ -戦国少年西方見聞録-』を連載開始。2014年7月号で終了。単行本10冊を刊行。2014年に『コロコロアニキ』第1号（小学館）にて『死.tv』を読み切り掲載し、2015年に同誌第4号より連載開始。2017年4月、小学館の学習漫画「クライシスシリーズ」にて『火山のクライシス』を刊行。2019年1月、小学館学習まんがスペシャル『羽生善治』を刊行。

## 作品リスト

### 連載
- あやかし堂のホウライ（原案協力：藤田和日郎、『少年サンデー超』2004年5月25日号 - 2004年11月25日号・読切掲載、『週刊少年サンデー』2005年7号 - 2005年13号・短期集中連載、『少年サンデー超』2005年7月25日号 - 2006年1月25日号・読切掲載、全3巻）
- キミタカの当破!（『月刊少年ライバル』2008年8月号 - 2009年4月号、全2巻）
- サムライ・ラガッツィ -戦国少年西方見聞録-（『月刊少年ライバル』2010年8月号 - 2014年7月号、全10巻）
- 死.tv（『コロコロアニキ』第1号〈2014年〉、第4号〈2015年〉 - 2020年冬号、既刊3巻）
- 転生したら裏魔王！？でもそこは勇者が君臨する世界でした (『モバMAN fantasy』2020年8月-2022年1月、電子書籍既刊3巻)
- プロレスラー、異世界で最強無敵の剣闘士に転生する！(BKコミックス)［［2022年］］2月-2023年2月、既刊2巻

### 読切
- 大地のゲンコツ（『少年サンデー超』2006年7月25日号）
- GUN STRANGER!（『週刊少年サンデー』2008年14号）

### 学習漫画
- 科学学習まんが クライシス・シリーズ 火山のクライシス（ストーリー：三条和都、2017年）
- 学習まんがスペシャル 羽生善治（ストーリー：三条和都、2019年）
- 学習まんが小学生日記 尾木ママと考える！ぼくらの新道徳1いじめのこと、2友達のこと(制作協力:臨床教育研究所「虹」、シナリオ:TELESCOPE,ltd.2020年)

## 師匠
- 藤田和日郎

## アシスタント仲間
- 井上和郎
- 片山ユキオ
- 雷句誠
- 安西信行